# Kōichi Kobayashi
Kobayashi Koichi (小林光一?) (10 de septiembre de 1952) es un jugador de go profesional.

## Biografía
Fue uno de los más famosos discípulos del legendario Kitani Minoru, estudió junto a Cho Chikun, Kato Masao, Ishida Yoshio y Takemiya Masaki. Se casó con la hija de su alumno de, Kitani Reiko, una profesional del go japonés, 6 dan, que ganó el campeonato de Mujeres de Japón varias veces. Juntos tuvieron una hija, Kobayashi Izumi, quien es una de las mejores jugadoras de go de Japón. Kobayashi es uno de los pocos jugadores de go que han ganado más de 1200 partidas profesionales. La rivalidad con Cho Chikun ha continuado por algún tiempo y frecuentemente jugaban el uno contra el otro.

## Campeonatos y subcampeonatos
Kobayashi es Kisei honorario, Meijin honorario y Gosei honorario.
| Título                   | Años ganado                 |
| ------------------------ | --------------------------- |
| Actuales                 | 45                          |
| Kisei                    | 1986 - 1993                 |
| Meijin                   | 1985, 1988 - 1994           |
| Judan                    | 1984 - 1986, 1999, 2000     |
| Tengen                   | 1976, 1986, 1998, 1999      |
| Gosei                    | 1988-1993, 1999, 2001, 2002 |
| Copa Agon                | 1999                        |
| Shinjin-O                | 1976, 1977                  |
| Copa NEC                 | 1995, 1999, 2004            |
| Copa NHK                 | 1986, 2004                  |
| Ryusei                   | 1997, 2002, 2003            |
| Extintos                 | 9                           |
| Kakusei                  | 1994, 1997, 2001            |
| Campeonato Hayago        | 1972, 1981, 1986, 1997      |
| Shin-Ei                  | 1972, 1975                  |
| Copa del Primer Ministro | 1972, 1974*                 |
| Continentales            | 2                           |
| Tengen China-Japón       | 2000                        |
| Copa Agon China-Japón    | 2000                        |
| Internacionales          | 1                           |
| Copa Fujitsu             | 1997                        |
| Totales                  | 57                          |

| Título             | Años perdido                 |
| ------------------ | ---------------------------- |
| Actuales           | 26                           |
| Kisei              | 1994, 1999                   |
| Meijin             | 1986, 1995, 1997             |
| Honinbo            | 1982, 1990, 1991, 1992       |
| Judan              | 1987, 1992, 1994, 2001       |
| Tengen             | 1981, 1987, 1990, 1995, 2000 |
| Oza                | 1985, 1992                   |
| Gosei              | 1994, 2000, 2003             |
| Copa NEC           | 1984, 1991                   |
| Copa Agon          | 2004                         |
| Copa NHK           | 1997                         |
| Extintos           | 9                            |
| Kakusei            | 1987, 2002                   |
| Shin-Ei            | 1974, 1979                   |
| Campeonato Hayago  | 1982, 1983, 1985, 2000, 2001 |
| Continentales      | 1                            |
| Tengen China-Japón | 1999                         |
| Internacionales    | 1                            |
| Copa Fujitsu       | 1995                         |
| Totales            | 38                           |

*La Copa del Primer Ministro no está contado en el total.